# Leigh Hoffman
Leigh Hoffman, född 11 juni 2000, är en australisk tävlingscyklist som tävlar i bancykling.

## Karriär
Hoffman ingick i det australiska laget som tog guld på lagsprinten vid VM 2022 och silver vid VM 2023. Vid OS 2024 ingick han i det australiska lag som tog brons i lagsprinten.